# Michaela Rak
Michaela Rak, właśc. Prakseda Marzena Rak (ur. 18 lipca 1963 w Lipianach) – polska siostra zakonna, założycielka i dyrektorka Hospicjum bł. ks. Michała Sopoćki w Wilnie.

## Życiorys
Ukończyła Liceum Ekonomiczne w Barlinku, a następnie studia w Akademii Teologii Katolickiej w Warszawie oraz studia prawnicze na Uniwersytecie Kardynała Stefana Wyszyńskiego w Warszawie.
Od 1984 siostra Zgromadzenia Sióstr Jezusa Miłosiernego. W latach 1996–2008 mieszkała w Gorzowie Wielkopolskim, gdzie była jedną z założycielek, a następnie kierowała Hospicjum im. św. Kamila. Na działalność placówki pozyskiwała środki poprzez kwesty uliczne, koncerty charytatywne oraz akcję Pola Nadziei. Pomagała w zakładaniu hospicjów w Mińsku, Królewcu oraz hospicjum domowego w okolicach Berlina.
W 2008 przeniosła się do Wilna. Przyjęła propozycję arcybiskupa wileńskiego Audrysa Bačkisa zorganizowania pierwszego stacjonarnego hospicjum na Litwie. Rozpoczęła remont odzyskanego przez Kościół budynku, w którym przed wojną mieszkał ks. Michał Sopoćko, spowiednik św. Faustyny Kowalskiej i założyciel Zgromadzenia Sióstr Jezusa Miłosiernego. Inauguracja działalności Hospicjum im. bł. ks. Michała Sopoćki nastąpiła 11 lutego 2009. W trakcie remontu rozpoczęło działalność hospicjum domowe, a w 2013 stacjonarne. Fundusze na działalność hospicjum pochodziły z datków prywatnych, a także częściowo ze środków Wileńskiej Kasy Chorych oraz samorządu Wilna. W prowadzeniu placówki s. Michaela Rak współpracuje z duchownymi innych wyznań.

## Nagrody i odznaczenia
- 1999 – statuetka Człowiek-Człowiekowi przyznawana przez biskupa diecezji zielonogórsko-gorzowskiej za działalność dobroczynną
- 2014 – statuetka św. Krzysztofa w kategorii „Anioł Miłosierdzia nad Wilnem”
- 2015 – Nagroda Kuriera Wileńskiego Polak Roku
- 2016 – Miłosierny Samarytanin 2015 roku
- 2018 – Nagroda „Chluba Litwy” z okazji Dnia Odrodzenia Niepodległości Litwy
- 2018 – Krzyż Oficerski Orderu Odrodzenia Polski[5]
- 2018 – Medal Stulecia Odzyskanej Niepodległości[6]
- 2019 – Nagroda im. Jana Rodowicza „Anody”[7]
- 2023 – Krzyż Kawalerski Orderu Wielkiego Księcia Giedymina[8].